# Hemileuca peigleri
Hemileuca peigleri is een vlinder uit de onderfamilie Hemileucinae van de familie nachtpauwogen (Saturniidae).
De wetenschappelijke naam van de soort is, als Hemileuca maia peigleri, voor het eerst geldig gepubliceerd door Claude Lemaire in 1981.

## Type
- holotype: "male. 24.XI.1978. leg. R.S. Peigler"
- instituut: American Museum of Natural History, New York
- typelocatie: "USA, Texas, Bexar County, San Antonio, Ebony Hill Research Station"